# Anglocentrisme
L'anglocentrisme és una actitud etnocèntrica que descriu, estudia o avalua qualsevol fenomen des de l'òptica d'Anglaterra, en sentit estricte, o del món angloamericà, anglosaxó o de parla anglesa en sentit ample.

## Regne Unit
Al Regne Unit, ‘anglocentrisme’ és un retret freqüent cap al govern de Londres, que per les altres nacions de la unió (Escòcia, Irlanda del Nord i Gal·les) pren decisions com a nació dominant, sense comptar amb les particularitats de les altres nacions del regne. El fet que Anglaterra no té parlament propi, i que molts confonen ‘britànic’ i ‘anglès', n'és l'expressió. Tot i que el govern del Regne Unit recau nominalment en un parlament britànic, és impossible rastrejar en la història o els procediments d'aquest parlament cap influència constitucional que no sigui l'anglesa. Aquest mateix biaix anglocèntric s'observa en la historiografia que després de dos segles prudentment se'n va distanciar, com en testimonieja l'obra Norman Davies.
Nogensmenys, el sistema educacional hi queda fonamentalment anglocèntric i el Brèxit va revifar aquesta tendència. El 2018, només tres mil estudiants britànics (de 70 milions d'habitants) hi van obtenir un nivell A en alemany, i no gaire més, uns vuit mil van triar francès o castellà. Aquesta realitat deixa al Regne Unit un nombre alarmantment reduït de graduats amb la capacitat lingüística i la consciència cultural necessàries per treballar eficaçment amb els líders europeus. El 2001, l'aprenentatge d'una segona llengua hi va esdevenir optatiu a l'Educació Secundària Obligatòria (ESO), mentrestant a l'Europa continental 96% aprenen anglès com a segona llengua, i 60% n'adquireixen una tercera.

## Món
Fora del Regne Unit, anglocentrisme és una forma particular d'eurocentrisme o d'«americentrisme», tot i que a les Amèriques, entra en concurrència amb l'hispanocentrisme. S'aplica a esdeveniments històrics, els costums, art i valors. També és un biaix de molts estudis que tendeixen a generalitzar les conclusions aplicables al món anglosaxó o nord-americà al món sencer. Es pot observar el mateix biaix igualment en moltes llistes de mena «Time 100, El «Top 500» de la revista Rolling Stone, Els 100 millors… artistes, guitarristes, polítics, etc.» o encara «Les 51 millors cançons dels anys noranta». Pot ser una forma d'imperialisme cultural i una actitud discriminatòria d'autosuficiència que implica una superioritat de qualsevol cosa britànica o estatunidenca. Es fa sentir particularment en el món digital i les noves tecnologies on l'anglès esdevé un risc per a les llengües minoritàries. La lluita per poder fer servir la ela geminada a les etiquetes de Twitter, guanyada el 2015, només n'és un dels multiples exemples.
Es veu també en l'anglocentrisme de la classificació de la música pop, on tendeixen a classificar qualsevol creació de música contemporània rock o pop de fora del món anglosaxó amb el concepte «buit» de world music (‘música del món’) en el qual el ‘món’ és tot el que no és anglosaxó, classificació utilitzada per una indústria discogràfica on regna l'anglocentrisme.
Un fenomen semblant es pot observar en el món de la ciència i de les universitats que de vegades confon anglocentrisme o segons el cas, centrisme estatunidenc amb universalisme i obvia la complexitat lingüística i cultural europea. Hi ha una mena d'imatge anglocèntrica que fa creure que el món acadèmic és el cor de la ciència, i la resta es considera com perifèrica. En la lluita per un nombre elevat de citacions, criteri d'avaluació de la feina acadèmica, s'abandona la llengua materna i hom se sotmet per vanitat o per necessitat als imperatius de l'anglocentrisme.